# Желудокский сельсовет
Желудокский сельсовет (бел. Жалудоцкі сельсавет) — административная единица на территории Щучинского района Гродненской области Белоруссии. Административный центр — городской посёлок Желудок.

## История
Образован в 2013 г.

## Состав
Желудокский сельсовет включает 24 населённых пункта:
- Бортяки — деревня.
- Бояры Желудокские — деревня.
- Бояры Лебедские — деревня.
- Бранцы — деревня.
- Великое Село — деревня.
- Волковичи — деревня.
- Дубели — деревня.
- Дуброво — посёлок.
- Дуброво — деревня.
- Заря Коммунизма — деревня.
- Зенюки — деревня.
- Корсаки — деревня.
- Кукини — деревня.
- Купры — деревня.
- Лебедка — деревня.
- Логвины — деревня.
- Малое Село — деревня.
- Минотовичи — деревня.
- Мотевчуки — деревня.
- Ошмянцы — деревня.
- Савовщина — деревня.
- Скерси — деревня.
- Толочки — деревня.
- Фарный Конец — деревня.